# 1938-as Le Mans-i 24 órás verseny
A 15. Le Mans-i 24 órás versenyt 1938. június 17-én rendezték meg.

## Végeredmény
|    | Kategória | #  | Csapat                          | Versenyzők                            | Modell                                       | Motor                   | Körök |
| -- | --------- | -- | ------------------------------- | ------------------------------------- | -------------------------------------------- | ----------------------- | ----- |
| 1  | 5.0       | 15 | Eugène Chaboud / Jean Trémoulet | Eugène Chaboud Jean Trémoulet         | Delahaye 135CS                               | Delahaye 3.6L I6        | 235   |
| 2  | 5.0       | 14 | Gaston Serraud                  | Gaston Serraud Yves Giraud-Cabantous  | Delahaye 135CS                               | Delahaye 3.6L I6        | 233   |
| 3  | 5.0       | 5  | Jean Prenant                    | Jean Prenant André Morel              | Talbot T150SS Coupe                          | Talbot 4.0L I6          | 219   |
| 4  | 5.0       | 10 | Louis Villeneuve                | Louis Villeneuve René Biolay          | Delahaye 135CS                               | Delahaye 3.6L I6        | 218   |
| 5  | 2.0       | 24 | Emile Darl'Mat                  | Charles de Cortanze Marcel Contet     | Darl'Mat DS                                  | Peugeot 2.0L I4         | 214   |
| 6  | 2.0       | 28 | Adler                           | Peter Graff Orssich Rudolf Sauerwein  | Adler Super Trumpf Rennlimousine             | Adler 1.7L I4           | 211   |
| 7  | 1.5       | 33 | Adler                           | Otto Löhr Paul von Guillaume          | Adler Trumpf Rennlimousine                   | Adler 1.5L I4           | 204   |
| 8  | 1.1       | 46 | Jacques Savoye                  | Jacques Savoye Pierre Savoye          | Singer Nine Le Mans Replica "Savoye Special" | Singer 1.0L I4          | 174   |
| 9  | 1.1       | 42 | Just-Emile Vernet               | Albert Debille Guy Lapchin            | Simca Huit                                   | Fiat 1.1L I4            | 172   |
| 10 | 1.5       | 31 | Ecurie Lapin Blanc              | Peter Clark Marcus Chambers           | HRG Le Mans                                  | Singer 1.5L I4          | 170   |
| 11 | 1.1       | 48 | Victor Camerano                 | Victor Camerano R. Robert             | Simca Huit                                   | Fiat 1.1L I4            | 166   |
| 12 | 1.1       | 49 | Claude Bonneau                  | Claude Bonneau Anne-Cecile Rose-Itier | MG PA Midget Special                         | MG 1.0L I4              | 165   |
| 13 | 1.1       | 40 | Miss P.M. Fawcett               | Marjorie Fawcett Geoffrey White       | Morgan 4/4                                   | Coventry Climax 1.1L I4 | 163   |
| 14 | 750       | 51 | Amédée Gordini                  | Maurice Aimé Charles Plantivoux       | Simca Cinq                                   | Fiat 0.6L I4            | 151   |
| 15 | 750       | 52 | Amédée Gordini                  | Albert Leduc Athos Querzola           | Simca Cinq                                   | Fiat 0.6L I4            | 140   |

## Nem ért célba
|    | Kategória | #  | Csapat                                   | Versenyzők                                    | Modell                       | Motor                           | Körök |
| -- | --------- | -- | ---------------------------------------- | --------------------------------------------- | ---------------------------- | ------------------------------- | ----- |
| 16 | 5.0       | 19 | Raymond Sommer                           | Raymond Sommer Clemente Biondetti             | Alfa Romeo 8C 2900B Touring  | Alfa Romeo 2.9L Supercharged I8 | 219   |
| 17 | 5.0       | 8  | Norbert Jean Mahé                        | Donald Mathieson Freddy Clifford              | Talbot T150C                 | Talbot 4.0L I6                  | 159   |
| 18 | 5.0       | 7  | Jean Trévoux                             | Jean Trévoux Pierre Levegh                    | Talbot T150C                 | Talbot 4.0L i6                  | 159   |
| 19 | 2.0       | 27 | Cmdr. R.P. Hitchens                      | Cmdr. R.P. Hitchens Mortimer Morris-Goodall   | Aston Martin Speed Model     | Aston Martin 2.0L I4            | 150   |
| 20 | 1.1       | 37 | Amédée Gordini                           | Amédée Gordini José Scaron                    | Simca Huit                   | Fiat 1.1L I4                    | 140   |
| 21 | 1.5       | 36 | Pierre Ferry                             | Pierre Ferry Francis Noireaux                 | Riley Sprite TT              | Riley 1.5L I4                   | 127   |
| 22 | 1.1       | 43 | Amédée Gordini                           | Robert Lévy Adrien Alin                       | Simca                        | Fiat 1.0L I4                    | 124   |
| 23 | 1.1       | 38 | Amédée Gordini                           | Jean Viale Jean Breillet                      | Simca Huit                   | Fiat 1.1L I4                    | 111   |
| 24 | 3.0       | 23 | Mme Fernande Roux / Mme Germaine Rouault | Fernande Roux Germaine Rouault                | Amilcar G36 "Pegase Special" | Amilcar 2.5L I4                 | 101   |
| 25 | 5.0       | 4  | Luigi Chinetti                           | René Carrière René Le Bègue                   | Talbot T150C                 | Talbot 4.0L I6                  | 101   |
| 26 | 5.0       | 12 | Georges Monneret                         | Georges Monneret Roger Loyer                  | Delahaye 135CS               | Delahaye 3.6L I6                | 88    |
| 27 | 5.0       | 6  | Luigi Chinetti                           | Louis Rosier Robert Huguet                    | Talbot T150SS Coupe          | Talbot 4.0L i6                  | 81    |
| 28 | 1.1       | 47 | Team Autosports                          | John Donald Barnes Tommy Wisdom               | Singer Nine Le Mans Replica  | Singer 1.0L I4                  | 74    |
| 29 | 1.1       | 45 | Just-Emile Vernet                        | Gaston Tramar Paul Samuel                     | Simca 1000                   | Fiat 1.0L I4                    | 69    |
| 30 | 5.0       | 3  | Luigi Chinetti                           | Philippe Etancelin Luigi Chinetti             | Talbot T26                   | Talbot 4.5L I6                  | 66    |
| 31 | 3.0       | 22 | Société R.V.                             | Louis Gérard Jacques de Velance de Minardiere | Delage D6-70                 | Delage 3.0L I6                  | 58    |
| 32 | 1.1       | 41 | Just-Emile Vernet                        | Just-Emile Vernet Suzanne Largeot             | Simca Huit                   | Fiat 1.1L I4                    | 55    |
| 33 | 5.0       | 21 | Marcel Horvilleur                        | Marcel Horvilleur Yves Matra                  | Alfa Romeo 2300 Monza        | Alfa Romeo 2.9L Supercharged I6 | 53    |
| 34 | 5.0       | 11 | Joseph Paul                              | Marcel Mongin Robert Mazaud                   | Delahaye 135CS               | Delahaye 3.6L I6                | 50    |
| 35 | 1.1       | 50 | Miss Dorothy Stanley-Turner              | Elsie Wisdom Arthur Dobson                    | MG PB Midget                 | MG 0.9L I4                      | 48    |
| 36 | 1.1       | 39 | Just-Emile Vernet                        | Angelo Molinari Georges Sarret                | Fiat 508S Balilla            | Fiat 1.0L I4                    | 40    |
| 37 | 1.5       | 29 | Raoul Forestier                          | Raoul Forestier Roger Charon                  | Riley Sprite TT              | Riley 1.5L I4                   | 30    |
| 38 | 5.0       | 1  | Ecurie Bleue                             | René Dreyfus Louis Chiron                     | Delahaye 145                 | Delahaye 4.5L V12               | 21    |
| 39 | 2.0       | 25 | Emile Darl'Mat                           | Jean Pujol Louis Rigal                        | Darl'Mat DS                  | Peugeot 2.0L I4                 | 18    |
| 40 | 5.0       | 2  | Ecurie Bleue                             | Gianfranco Comotti Albert Divo                | Delahaye 145                 | Delahaye 4.5L V12               | 7     |
| 41 | 2.0       | 26 | Emile Darl'Mat                           | Maurice Serre Daniel Porthault                | Darl'Mat DS                  | Peugeot 2.0L I4                 | 6     |
| 42 | 1.5       | 35 | Charles Morrison                         | Charles Morrison Neil Watson                  | Atalanta                     | Atalanta 1.5L I4                | 4     |